# Emanuele Giaccherini
Emanuele Giaccherini, né le 5 mai 1985 à Bibbiena (Italie), est un footballeur international italien qui évoluait au poste de milieu de terrain ou d'ailier.

## Biographie

### Carrière en club

#### Cesena
Giaccherini commence sa carrière professionnelle à Cesena. Il inscrit 15 buts lors du Campionato Nazionale Primavera lors de la saison 2003–04. Il joue ensuite en prêt pour des clubs de Lega Pro pour quatre saisons. 
Cesena est reléguée en Lega Pro Prima Divisione en 2008, et Giaccherini fait son retour au club, formant un duo avec Simone Motta en attaque, remportant la Prima Divisione en juin 2009. Lors de la saison de Série B 2009–10, avec une très bonne défense encaissant peu de but, Cesena finit second et est promue en Série A. Giaccherini compose alors en attaque avec Dominique Malonga ou encore Cristian Bucchi.
En août 2010, Cesena renouvelle son contrat avec Giaccherini, qui prend fin en 2012. Il dispute le premier match de Série A de sa carrière le 28 août 2010 lors d'un nul à l'extérieur 0-0 contre la Roma.
Lors de la saison de Série A 2010–11, Giaccherini est titulaire devant avec Schelotto et Erjon Bogdani, suivis ensuite par Luis Jiménez. Il n'inscrit que trois buts durant la saison et rend quatre passes décisives.

#### Juventus
Le 24 août 2011, Giaccherini est annoncé chez les géants italiens de la Juventus (pour 3,5 millions € pour l'achat de la moitié de ses droits) en échange de Jorge Martínez en prêt avec option d'achat.
Il dispute sa première rencontre avec les bianconeri le 11 septembre 2011 lors d'une bonne prestation contre Parme (victoire 4-1). La Pulce di Talla (son surnom en Italie) inscrit son premier but en bianconero le 8 décembre 2011 lors d'une victoire 2-1 contre Bologne en 8e de finale de la Coppa Italia.

#### Sunderland
En juillet 2013, il rejoint l'Angleterre et le Sunderland Association Football Club, alors entraîné par son compatriote Paolo Di Canio.

### Carrière internationale
Le 13 mai 2012, Cesare Prandelli annonce que Giaccherini fait partie de la pré-liste italienne pour l'Euro 2012.
Le 10 juin 2012, il dispute son premier match avec la Squadra Azzurra en étant titulaire face aux champions du monde et d’Europe en titre, l'Espagne, pour le 1er match du groupe C de l'Euro 2012 (score final 1-1).
Le 13 juin 2016, il marque le premier but italien de l'Euro 2016 lors du choc du Groupe E contre la Belgique.

## Statistiques

### Buts internationaux
| 0   | Date             | Lieu                                              | Compétition                                      | Résultat | Adversaire | Détail | Détail        | Détail | Sél. |
| --- | ---------------- | ------------------------------------------------- | ------------------------------------------------ | -------- | ---------- | ------ | ------------- | ------ | ---- |
| 1er | 11 juin 2013     | Estádio São Januário, Rio de Janeiro, Brésil      | Match amical                                     | N 2-2    | Haïti      | 1re    | du pied droit | 0-1    | 9e   |
| 2e  | 22 juin 2013     | Fonte Nova, Salvador, Brésil                      | Premier tour de la Coupe des confédérations 2013 | P 2-4    | Brésil     | 50e    | du pied droit | 1-1    | 12e  |
| 3e  | 18 novembre 2013 | Craven Cottage, Londres, Royaume-Uni              | Match amical                                     | N 2-2    | Nigeria    | 47e    | du pied droit | 2-2    | 18e  |
| 4e  | 13 juin 2016     | Parc Olympique lyonnais, Décines-Charpieu, France | Premier tour de l'Euro 2016                      | V 0-2    | Belgique   | 32e    | du pied droit | 0-1    | 26e  |

## Palmarès
| \| AC Cesena - Championnat d'Italie D2 : - Vice-champion : 2009-10. \| \| Juventus - Championnat d'Italie (2) : - Champion : 2011-12 et 2012-13. - Coupe d'Italie : - Finaliste : 2011-12. - Supercoupe d'Italie (1) : - Vainqueur : 2012. \| Italie - Championnat d'Europe : - Finaliste : 2012. - Coupe des confédérations : - Troisième : 2013. |  | |
| AC Cesena - Championnat d'Italie D2 : - Vice-champion : 2009-10. |  | Juventus - Championnat d'Italie (2) : - Champion : 2011-12 et 2012-13. - Coupe d'Italie : - Finaliste : 2011-12. - Supercoupe d'Italie (1) : - Vainqueur : 2012. |